# Ovidiu Horșia
Ovidiu Horșia (n. 30 octombrie 2000, Târgu Mureș, România) este un fotbalist român liber de contract, care joacă pe post de mijlocaș. Pe plan internațional, are prezențe la națională pentru România Sub-19.